# جیمز کرونین
جیمز واتسون کرونین (به انگلیسی: James Watson Cronin) (زاده ۲۹ سپتامبر ۱۹۳۱ – مرگ ۲۵ اوت ۲۰۱۶) یک فیزیک‌دان هسته‌ای آمریکایی است. کرونین در شیکاگو، ایلینوی، به دنیا آمد؛ و استاد دانشگاه متودیست جنوبی در دالاس تگزاس بود.
او به همراه وال لوگسدون فیچ برای کشف نقض سی‌پی (به انگلیسی: CP violation) در واپاشی مزونهای کائون خنثی ({\displaystyle {\begin{smallmatrix}K^{0}\end{smallmatrix}}}) در سال ۱۹۸۰ جایزه نوبل در فیزیک را به دست آورد. در سال ۱۹۹۹، مدال ملی علوم به او اهدا شد.
کرونین استاد ممتاز بازنشسته در دانشگاه شیکاگو و عضو هیئت آکادمی دانشمندان هسته‌ای بولتن است.
او (به همراه الن واتسون) سخنگوی رصدخانه پیر اوجر در شهر مندوزا از ایالت کلرادوی ایالات متحده آمریکا نیز هست.